# Filsdorf (Luksemburg)
Filsdorf (lb. Fëlschdref) – wieś (Uertschaft) w południowo-wschodnim Luksemburgu, w kantonie Remich, w gminie Dalheim. Do 3 października 2015 miejscowość leżała w dystrykcie Grevenmacher. Liczy 544 mieszkańców (31 grudnia 2022).